# ایستگاه راه‌آهن تاتنهام جنوبی
ایستگاه راه‌آهن تاتنهام جنوبی (انگلیسی: South Tottenham railway station) یکی از ایستگاه‌های خط گاسپل اوک تا بارکینگ متروی زمینی لندن است.
این ایستگاه که در سال ۱۸۷۱ تأسیس شده در منطقه هرینگی لندن قرار دارد.

## نگارخانه

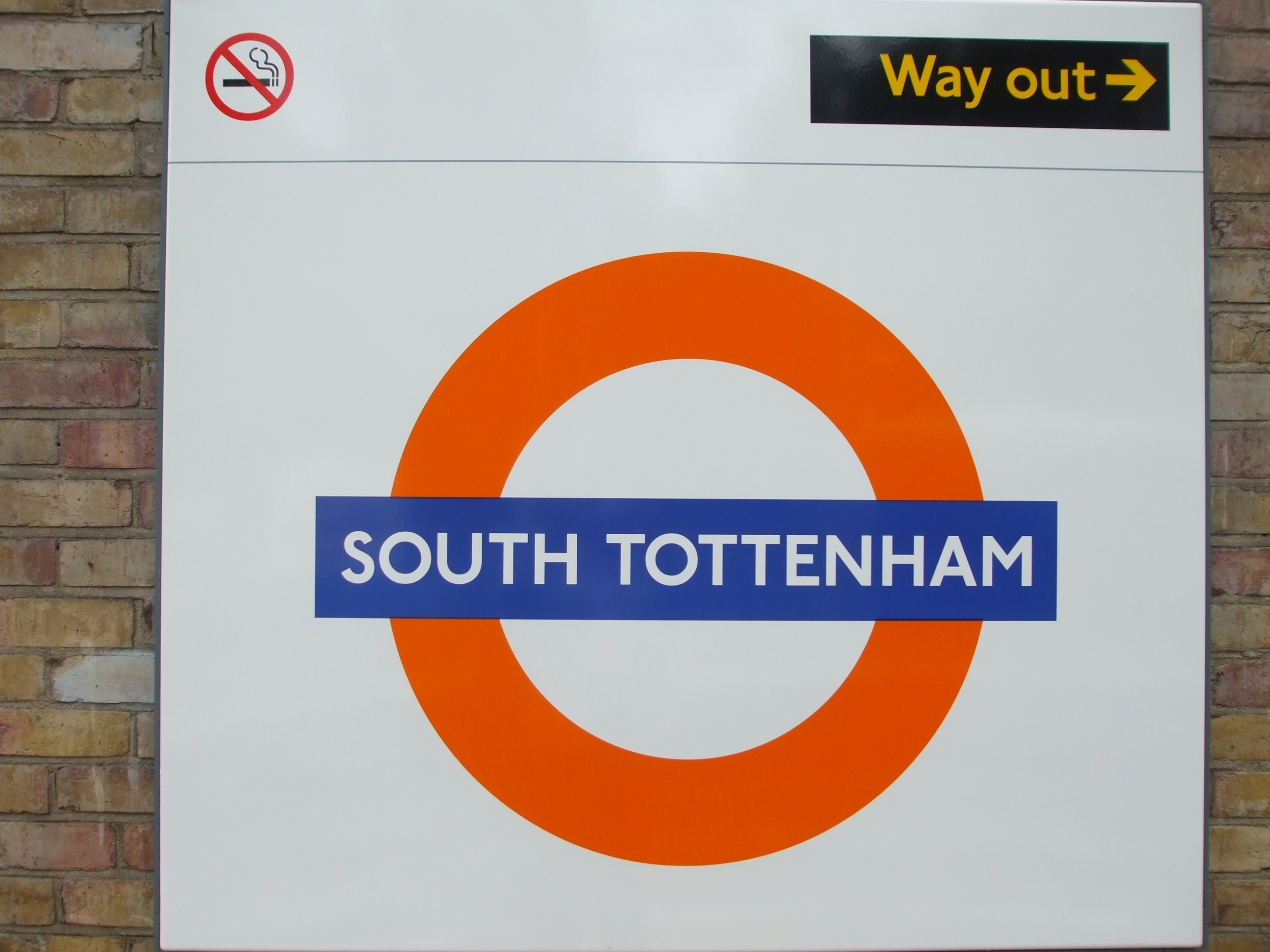
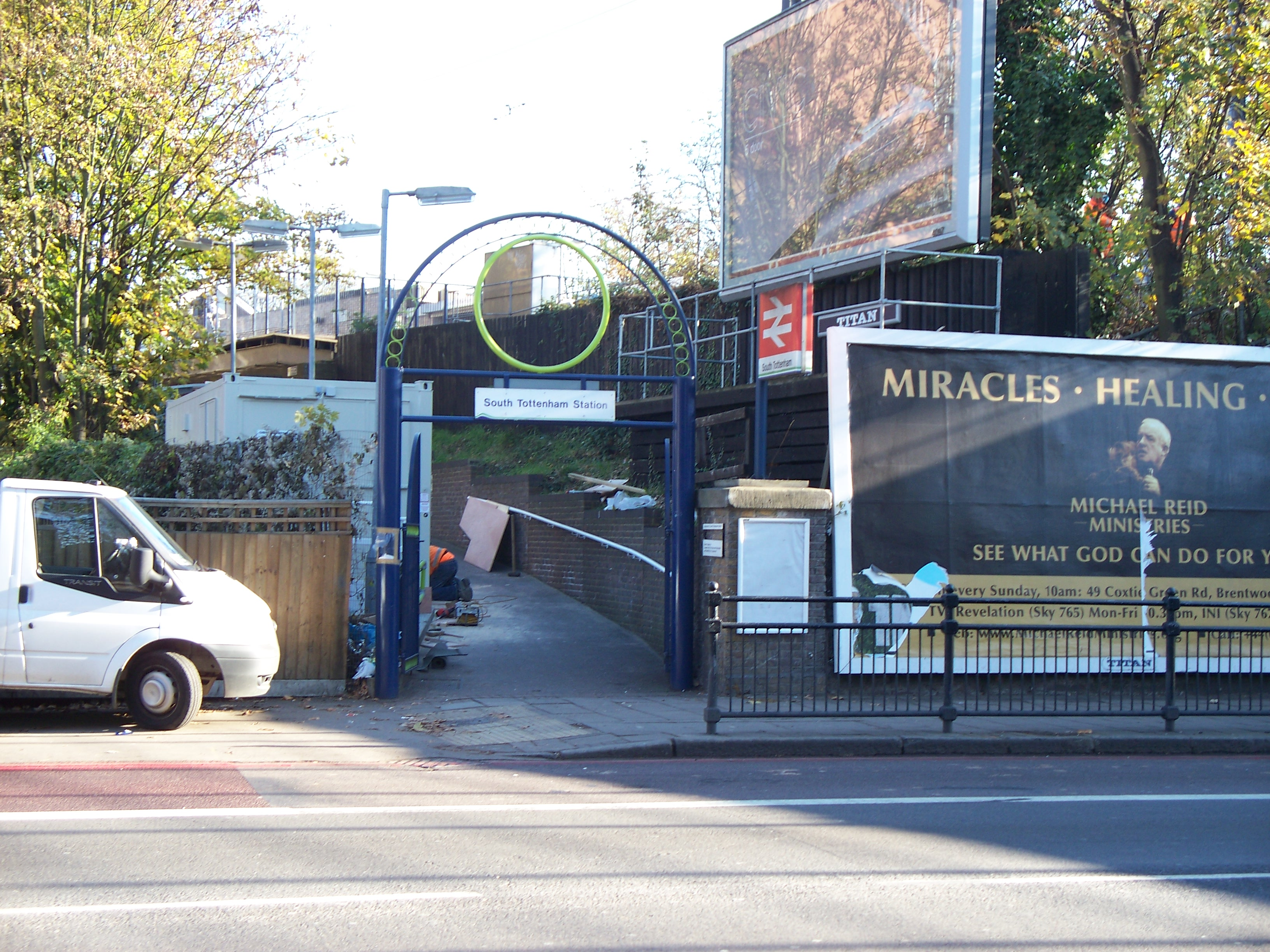
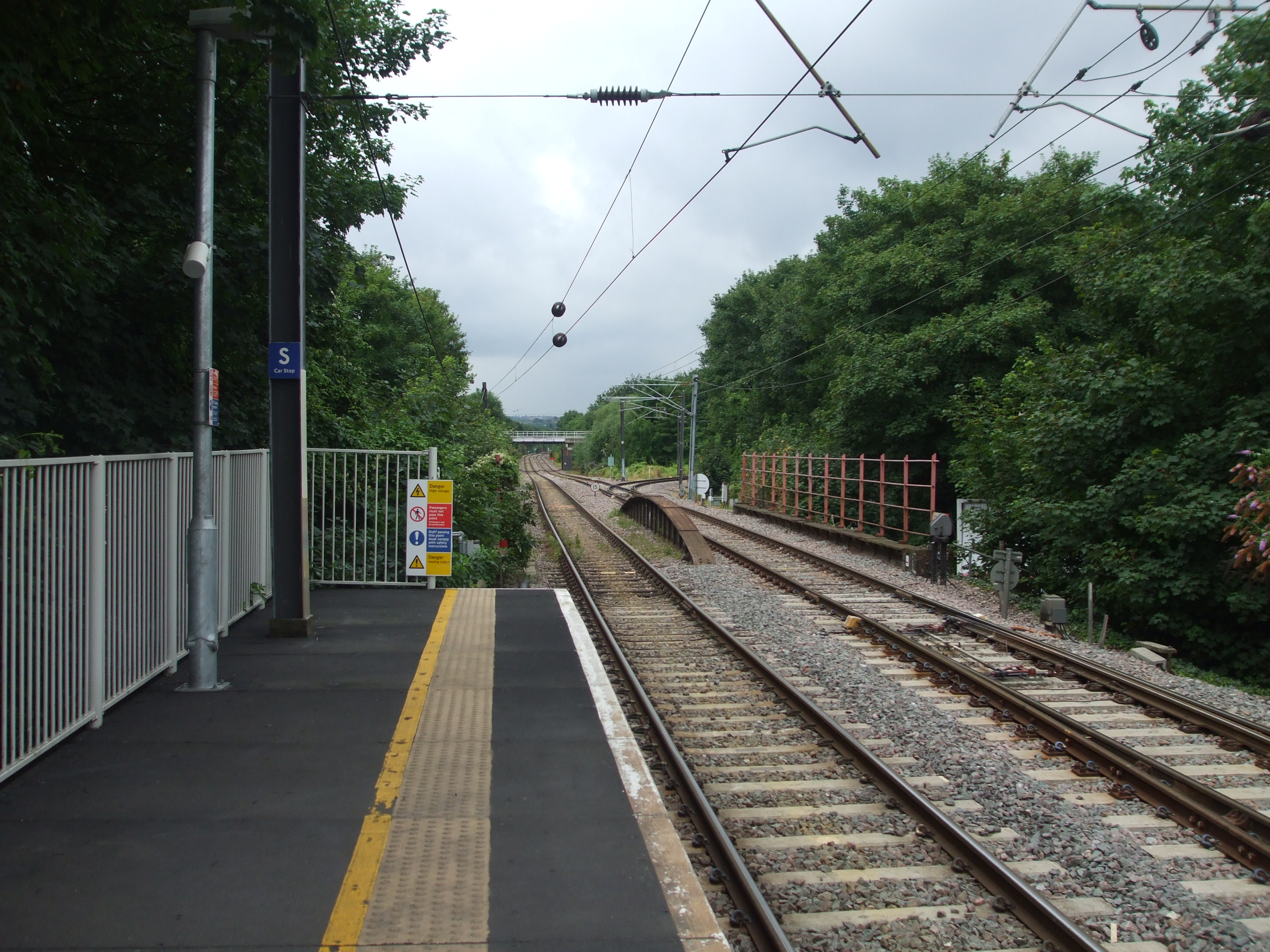